# ダイハード・ビクセン 地獄の巨乳戦士
『ダイハード・ビクセン 地獄の巨乳戦士』（原題：Sorority House Massacre III: Hard to Die、別題：Tower of Terror、または短くHard to Die）は、1990年のアメリカのスラッシャー映画で、マーク・トーマス・マクギーとジェームズ・B・ロジャーズが脚本を担当し、ジム・ウィノースキーが監督を務めた。ゲイル・ハリスとメリッサ・ムーアが主演を務めている。本作は、ウィノースキー監督による前作『Sorority House Massacre II』と同様のストーリーで、さらに同じ女優を多く起用しているので、実質的には前作のリメイクとなっている。
1990年にオリジナルビデオ作品として発売されたが、1992年に『Tower of Terror』の名で劇場公開され、NC-17のレーティングを受けた。

## あらすじ
ビバリーヒルズの高層ビルにある女性向けの下着会社で、ドーン（ロビン・ハリス）、ジャッキー（デブラ・デア）、テス（メリッサ・ムーア）、シェーン（ブリジェット・カーニー）に新人のダイアナ（リンゼイ・テイラー）を加えた五人は、棚卸のために休日出勤のみならず深夜まで残業をしていた。
さて、このビルの管理人であるオーヴィル・ケッチャムには、とある殺人事件の犯人ではないかといううわさがあったが、彼自身は犯人が悪霊化した前の家主だと主張している。
残業中の5人の元へ、怪奇現象研究家・ニュートン博士（フォレスト・J・アッカーマン）宛の荷物が誤配されてくる。中に入っていた木箱には恐ろしい悪霊が封じ込められていた。
その後、5人は誰もいない高層ビルに閉じ込められ、狂った殺人鬼に追われる羽目になる。

## キャスト
- リンダ・ドーン・グラント - ロビン・ハリス（英語版）
- ダイアナ - リンジー・テイラー（英語版）
- ジャッキー・キャシディ - デボラ・ダッチ[注釈 1]
- ジェシカ・"テス" - メリッサ・ムーア（英語版）
- キャンディ・シェイン - ブリジット・カーニー
- フィリス・ショウリー巡査部長 - トニ・ネイプルズ[注釈 2]
- マイク・ブロック警部補 - ユルゲン・バウム
- ロビーの警官 - ボブ・シェリダン
- フィフィ・ラトゥール - キャロレット・ジラール
- オービル・ケッチャム - ピーター・スペロス（英語版）
- ブラッド・プリンプトン - ドン・キー
- エド・ニュートン博士 - フォレスト・J・アッカーマン
- メッセンジャー（J・B・ロジャース） - ジェームズ・B・ロジャース
- ラリー・ブロンコウスキー - ドモニク・ミュアー
- エージェント - エリック・バウム
- ヘルガ - アメリア・シェリダン
- 夫 - ドン・ピーターソン
- 妻（D・メイソン・キーナー） - ケリー・マロニー（英語版）
- カメラマン - グレッグ・ラウオイ
- エージェントのガールフレンド - カーステン・ウェルドン
- CDガール（ルーシー・バーネット） - モニーク・ガブリエル（英語版）
- 歩行者役 - ロナルド・V・ボルスト
- 監督役 - ジム・ウィノースキー（ノンクレジット）

## 製作
ジム・ウィノースキー監督は、ジュリー・コーマンのために前作『Sorority House Massacre II』を製作した。ジュリーの夫ロジャーは、同じストーリーとキャストでリメイクすることをウィノースキーに求めた。「ロジャー・コーマンは、私がたった7日間で彼の妻のためにしたことを見て、自分にも同じことをしてほしいと思ったのです」とウィノースキーは語っている。

コーマンは『Corporate Affairs』（1990年）で使用した、受付といくつかの家具などから構成されるセットを再利用しようと考えていた。脚本を担当したマーク・トーマス・マクギーによると
このように場所が変わることで、ジムと私は、女性を服から下着に着替えさせるという問題に直面した。(デヴィッド・リーンやウィリアム・ワイラーのような人が、このようなジレンマと格闘しているところを想像してみてください）。どんな場所でも女性が下着姿で走り回るというわけではありませんが、女子学生寮であれば少しは飲み込みやすかったのです。私はジムに、受付を平屋ではなく、高層ビルの別の階にあるかのように作り直すのは問題ないかと尋ねた。ジムはそのアイデアを気に入ってくれました。女性たちが犯人から逃げ隠れする場所を増やしただけでなく、別の階でランジェリー会社を発見できることを意味した（これが天才的な筆致だった）んだ。このフリルのついたセクシーな下着を発見した女性たちが大喜びする（そして、早く着てみたいと思う）シークエンスは、想像以上に滑稽で幼稚なものである。しかし、半裸の女性は、この手の映画にはつきものなのだ。

マクギーによると、脚本を書くのに1週間しかなかったとのことだった。当初、5日間をかけて書いていた脚本の内容は現在とは別の方向に進んでいた。しかし、コーマンが純粋にリメイクを望んでいることに気づき、2日間かけて脚本を練り直した。
ウィノースキー監督は、本作において「オーヴィルの苦難をさらに極端なものにした」と述べている。
本作は『Tower of Terror』という別題でも知られている。